# Михайлов, Аким Анатольевич
Аким Анатольевич Михайлов (1905—1952) — военный инженер-механик, военно-морской атташе в Турции, начальник Военно-морского инженерного училища им. Ф. Э. Дзержинского в 1938—1940 годы.

## Биография
Михайлов Аким Анатольевич родился 22 сентября 1905 года в селе Мухортово[уточнить] Покровской волости, Малоархангельского уезда Архангельской губернии.
В 1928 году, после окончания рабфака в Одессе поступил в Одесский институт водного транспорта, который существовал на базе судостроительного факультета Одесского политехнического института. В 1933 году с отличием окончил, к тому времени получивший самостоятельность, и переименованный в Одесский институт инженеров водного транспорта.
5 октября 1933 года был мобилизован по комсомольской путевке в ВМФ. В 1935 году окончил курсы ускоренной подготовки инженеров-механиков Управления морских сил РККА при Военно-морском инженерном училище им. т. Дзержинского.
С февраля 1935 года проходил службу командиром ремонтной, котельной групп в электромеханической боевой части линкора «Марат», а затем командиром дивизиона живучести. Член компартии с 1936 года.
В 1938 году был командирован в Испанию в качестве советника флагманского инженера-механика, по возвращении награждён орденом Красного Знамени.
С августа 1938 года по декабрь 1940 года был начальником Военно-морского инженерного училища им. Ф. Э. Дзержинского. 16 мая 1939 года училище было отнесено к разряду ВУЗов 1-й категории, а 10 июня 1939 года награждено орденом Ленина.
В январе 1941 года поступил в распоряжение Разведывательного Управления Главного морского штаба ВМФ и был назначен помощником военно-морского атташе при посольстве СССР в Турции. В июле 1942 года капитан 2 ранга А. А. Михайлов организовал приём краснофлотцев, которые пересекали Чёрное море на катерах и шлюпках после сдачи Севастополя неприятелю, оказывал помощь больным и раненным. Принял активное участие в ремонте советских военных судов и возвращении их в СССР. С сентября 1943 года по декабрь 1945 года работал военно-морским атташе при том же посольстве.
28 апреля 1944 года Михайлову было присвоено звание инженер-капитан 1 ранга.
В новогоднюю ночь, 31 декабря 1945 года был арестован по обвинению в шпионаже. Его обвиняли в том, что он получив от турецкого агента код с секретными адресами соединений и частей турецкой армии и флота, передал их помощнику военного атташе Франции. А также поделился с ним и ещё несколькими атташе — болгарским, английским и греческим, фотографиями кораблей, которые проходили по Босфору. Следователи посчитали, «что передавая иностранным коллегам фотографии, Михайлов тем самым расшифровал наблюдательный пункт и методы работы нашей разведки». Михайлов заявлял следователям, что обмен информацией с иностранными атташе был взаимным, и запретов из Разведупра по этому поводу он не получал, что подтвердили на следствии начальник Разведупра Главного морского штаба контр-адмирал Румянцев и военный атташе в Турции полковник Ляхтеров. Главная военная прокуратура не усмотрела в действиях Михайлова измену Родине. Однако по решению министра госбезопасности СССР В. Абакумова капитан 1-го ранга Аким Михайлов оказался за решёткой.
19 января 1946 года Михайлов был уволен из ВМФ по ст. 44 п. «в». По постановлению Особого совещания при МГБ СССР от 04.01.1947 осуждён по ст. 58-1 п. «б» и 193-17 п. «а» УК РСФСР на семь лет лишения свободы с конфискацией имущества и лишением воинского звания.
Умер в заключении 12 мая 1952 года.
Решением Военной коллегии Верховного суда СССР от 3 октября 1991 года реабилитирован.

## Семья
- Жена — Михайлова Мария Петровна
- Сын — Михайлов Гарольд Акимович

## Награды
- Орден Красного Знамени (14 ноября 1938)[5];
- Орден Красной Звезды (10 июня 1939)[6];
- Орден Отечественной войны 2-й степени — за обеспечение командования точной и достоверной информацией о замыслах врага, личную инициативу и чёткое руководство подчиненными (21 июля 1945)[7].
- Медали, в том числе «За боевые заслуги» (3 ноября 1944)[8], «За победу над Германией» (9 мая 1945)[9].